# Mahroni
Mahroni é uma cidade e uma nagar panchayat no distrito de Lalitpur, no estado indiano de Uttar Pradesh.

## Geografia
Mahroni está localizada a 24° 35′ N, 78° 43′ L. Tem uma altitude média de 365 metros (1197 pés).

## Demografia
Segundo o censo de 2001, Mahroni tinha uma população de 8647 habitantes. Os indivíduos do sexo masculino constituem 53% da população e os do sexo feminino 47%. Mahroni tem uma taxa de literacia de 67%, superior à média nacional de 59.5%: a literacia no sexo masculino é de 76% e no sexo feminino é de 56%. Em Mahroni, 16% da população está abaixo dos 6 anos de idade.